# Ministério da Integração e do Desenvolvimento Regional
Ministério da Integração e do Desenvolvimento Regional (MIDR) é um órgão do Governo federal brasileiro criado em 2023 a partir do desmembramento do Ministério do Desenvolvimento Regional , que havia sido criado por meio de Medida Provisória em 2019, e que na ocasião aglutinou as pastas do Ministério das Cidades e do Ministério da Integração Nacional. 

## História
O Ministério da Integração e do Desenvolvimento Regional (MIDR), criado em 2023, incorporou grande parte das funções do Ministério do Desenvolvimento Regional, criado em 2019 a partir da fusão do Ministério da Integração Nacional e o Ministério das Cidades. O MIDR permaneceu com as funções históricas da Secretaria de Estado dos Negócios do Império criada em 15 de novembro de 1889 e do Ministério do Interior criado em 25 de fevereiro de 1967. Este que foi posteriornmente rebatizado de Ministério da Integração Nacional por meio da medida provisória nº 1.911-8 de 29 de julho de 1999, convertida na lei nº 10.683/2003, e teve sua estrutura regimental aprovada pelo decreto nº 5.847 de 14 de julho de 2006.
Em 2006, o Ministério da Integração Nacional tinha as seguintes competências, conforme o Artigo 1 do Anexo I:
1. Formular e conduzir a política de desenvolvimento nacional integrada
2. Formular planos e programas regionais de desenvolvimento
3. Estabelecer estratégias de integração das economias regionais
4. Estabelecer diretrizes e prioridades na aplicação dos recursos dos programas de financiamento de que trata a Constituição Federal
5. Estabelecer diretrizes e prioridades na aplicação dos recursos do Fundo de Desenvolvimento da Amazônia e do Fundo de Desenvolvimento do Nordeste
6. Estabelecer normas para cumprimento dos programas de financiamento dos fundos constitucionais e das programações orçamentárias dos fundos de investimentos regionais
7. Acompanhar e avaliar os programas integrados de desenvolvimento nacional
8. Defesa civil
9. Obras contra as secas e de infraestrutura hídrica
10. Formular e conduzir a política nacional de irrigação
11. Ordenação territorial
12. obras públicas em faixas de fronteiras.

## Lista de ministros
| Nº | Ministro | Ministro    | Início               | Fim | Presidente                |
| -- | -------- | ----------- | -------------------- | --- | ------------------------- |
| 1  |          | Waldez Góes | 1 de janeiro de 2023 | –   | Luiz Inácio Lula da Silva |

## Orçamentos anteriores
Em 2015, o orçamento do Ministério da Integração Nacional foi de R$ 6 bilhões.
Em 2022, o orçamento do Ministério do Desenvolvimento Regional foi de R$ 13,6 bilhões.

## Órgãos vinculados

### Autarquias
- Superintendência do Desenvolvimento do Nordeste (SUDENE)
- Superintendência do Desenvolvimento da Amazônia (SUDAM)
- Superintendência do Desenvolvimento do Centro-Oeste (SUDECO)
- Departamento Nacional de Obras Contra as Secas (DNOCS)

### Empresa pública
- Companhia de Desenvolvimento dos Vales do São Francisco e do Parnaíba (CODEVASF)